# Linia de demarcație în Transilvania (1918-1919)
Linia de demarcație în Transilvania în intervalul 1918-1919 a reprezentat o prelungire geografică în spațiul transilvan a liniei convenționale cu rol de delimitare a zonei de contact dintre trupele Antantei victorioase și cele ale Ungariei învinse – ca stat succesor al Imperiului Austro-Ungar. Această linie a avut un scop strict militar de separare geografică provizorie, urmând ca linia politică definitivă de demarcație  (frontiera) să fie fixată prin tratativele de pace ulterioare.
Evoluția liniei de demarcație între trupele ungare și cele române a consemnat 4 aliniamente succesive, deplasate progresiv spre vest. Contextul a fost reprezentat de obiectivele postbelice fundamental antagonice ale politicilor taberelor maghiară și română, anume menținerea integrării teritoriale a Ungariei și, în mod deosebit, păstrarea Transilvaniei – de partea maghiară (cel puțin până la momentul unor decizii teritoriale ferme ale Conferinței de Pace), respectiv preluarea puterii statale în Transilvania și maximalizarea gradului de ocupare militară a teritoriului, pentru a asigura succesul solicitărilor teritoriale – de partea română.
Un prim aliniament delimitat la nord de cursul Someșului Mare, ulterior răsfrânt spre Târgu Mureș – astfel încât să urmeze cursul Mureșului până la vărsarea în Tisa, a fost consemnat la 13 noiembrie 1918, la Belgrad, printr-o Convenție militară de armistițiu. Deoarece România semnase anterior o pace separată cu inamicul, fiind considerată, astfel, un stat necombatant, n-a fost invitată la semnarea respectivei Convenții și nici nu i s-a cerut părerea în ceea ce privește prevederile ei. Românii nu s-au împăcat însă niciodată cu unele prevederi ale acestui act, mai ales cu cele care au avut ca subiect trasarea liniei de demarcație și menținerea administrației transilvănene sub control ungar. Considerate, totuși, mai târziu, aliate, trupele române au trecut Carpații Orientali și, fără incidente majore, au ocupat, până la 15 decembrie ,  aliniamentul desemnat, în pofida demersurilor politice, diplomatice și militare făcute de guvernul ungar, cu speranța împiedicării instituirii controlului militar românesc în Transilvania.
Mai puternică militar în acel moment și mai agresivă, ca urmare a unor tratative duse cu sprijinul generalului francez Berthelot, România și-a deplasat trupele până la aliniamentul Baia-Mare - Dej - Cluj - Deva, ocupându-l deja pe data de 24 decembrie 1918. Deși în faza inițială structurile de conducere ungare locale au refuzat să retragă soldații mobilizați între timp pentru a face față înaintării române, guvernul Ungariei și-a dat în final, acordul pentru aceasta. Conducerea aparatului administrativ regional maghiar, precum și comandamentul său militar au rămas însă pe loc, într-un act simbolic dorit a semnaliza continuitatea juridică, iar trupele ungare au început să se concentreze în nord-estul depresiunii transilvane.
Forțele armate române au continuat să preseze încet înainte și, ca urmare a eforturilor Guvernului României și ale Consiliului Dirigent, linia de demarcație a fost mutată pe linia Sighetu Marmației-Baia Mare-Zalău-Ciucea-Zam, aliniament pe care trupele s-au oprit în 22 ianuarie 1919, la ordinul aliaților francezi. Iarna care a urmat a fost folosită pentru organizarea și antrenarea temeinică a trupelor române din Transilvania, dar incapacitatea Antantei de a respecta acordurile încheiate, precum și avansul constant pe teren al trupelor române au determinat însă guvernul ungar să ia în considerare posibilitatea de rezistență armată. O nouă armată maghiară s-a constituit pe resturile celei vechi și, drept consecință, de-a lungul liniei de demarcație incidentele armate în care au fost implicate trupele ungare și române s-au multiplicat semnificativ, căpătând aspectul unor lupte cu anvergură locală.
La 26 februarie, într-un context în care România a devenit un factor semnificativ al planurilor comandanților militari francezi de intervenție împotriva Rusiei Sovietice, Conferința de Pace a trasat o nouă linie de demarcație aflată între Satu-Mare și Arad. Comunicarea noii decizii către guvernul maghiar a căpătat însă, în contextul deteriorării rapide a situației militare aliate din Ucraina, un caracter ultimativ, ducând la o criză politică ungară finalizată cu instalarea unui guvern comunist la Budapesta. Decizia s-a dovedit inacceptabilă pentru oficialii maghiari, noul regim considerându-se în stare de război cu România. În Ungaria a fost decretată mobilizarea generală și statul maghiar a căutat să colaboreze militar cu Rusia bolșevică printr-o alianță ofensivă și defensivă. Ultimele tentative de negociere au eșuat, astfel că la 16 aprilie 1919, trupele române au declanșat o ofensivă generală pentru a avansa dincolo de vestul Munților Apuseni.

## Cadrul politic, militar și diplomatic
În contextul încheierii ostilităților, Linia de demarcație din Transilvania dintre armate după semnarea armistițiului ar fi urmat să aibă un scop strict militar de delimitare a zonei de contact dintre trupele inamice, astfel că nu ar fi putut fi considerată o frontieră politică, din moment ce aceasta ar fi urmat să fie fixată prin tratativele de pace.

### Situația Ungariei

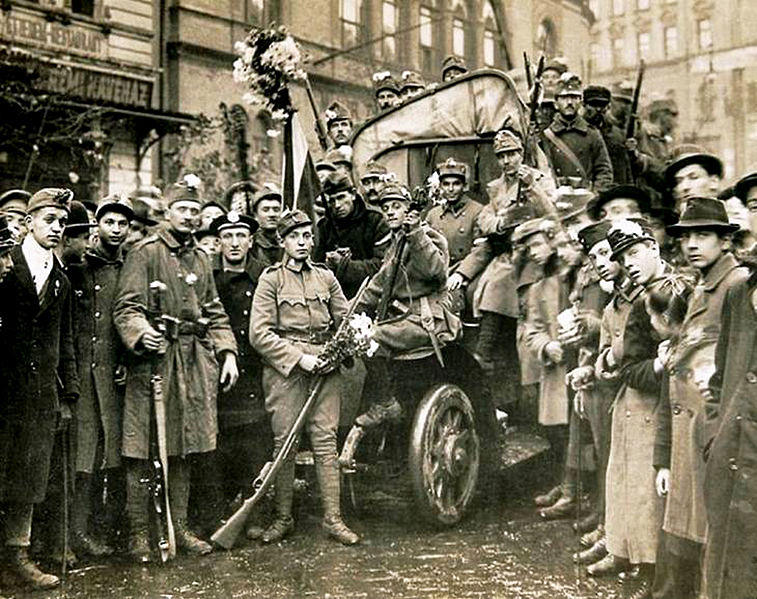
Trupe revoluționare ungare purtând crizanteme pe 31 octombrie 1918

Menținerea integrității teritoriale a Ungariei și, în mod deosebit, păstrarea Transilvaniei au reprezentat obiectivul fundamental firesc al politicii taberei maghiare la sfârșitul Primului Război Mondial, tabără constituită din guvernele și oamenii politici maghiari din Ungaria și Transilvania.  Privită cu îngrijorare de către această tabără, victoria Aliaților în Balcani a readus în discuție chestiunea granițelor cu România, ieșind în evidență oportunitatea aducerii în țară a trupelor maghiare de pe front.
După Revoluția din Ungaria, la putere a venit un guvern condus de Mihály Károlyi, care a încercat să joace cartea de reprezentare a unei țări neutre, ruptă total de trecutul Dublei Monarhii și care a adoptat principiile wilsoniene. Având ca obiective păstrarea integrității teritoriale a Ungariei – cel puțin până când Conferința de Pace de la Paris ar fi adus decizii definitive în materie de teritorii, precum și obținerea unui nou statut diplomatic, guvernul de la Budapesta a luat contact cu comandantul trupelor aliate din Orient și a început, la 7 noiembrie 1918, tratative la Belgrad, în vederea încheierii unui armistițiu separat pentru Ungaria.

### Situația României

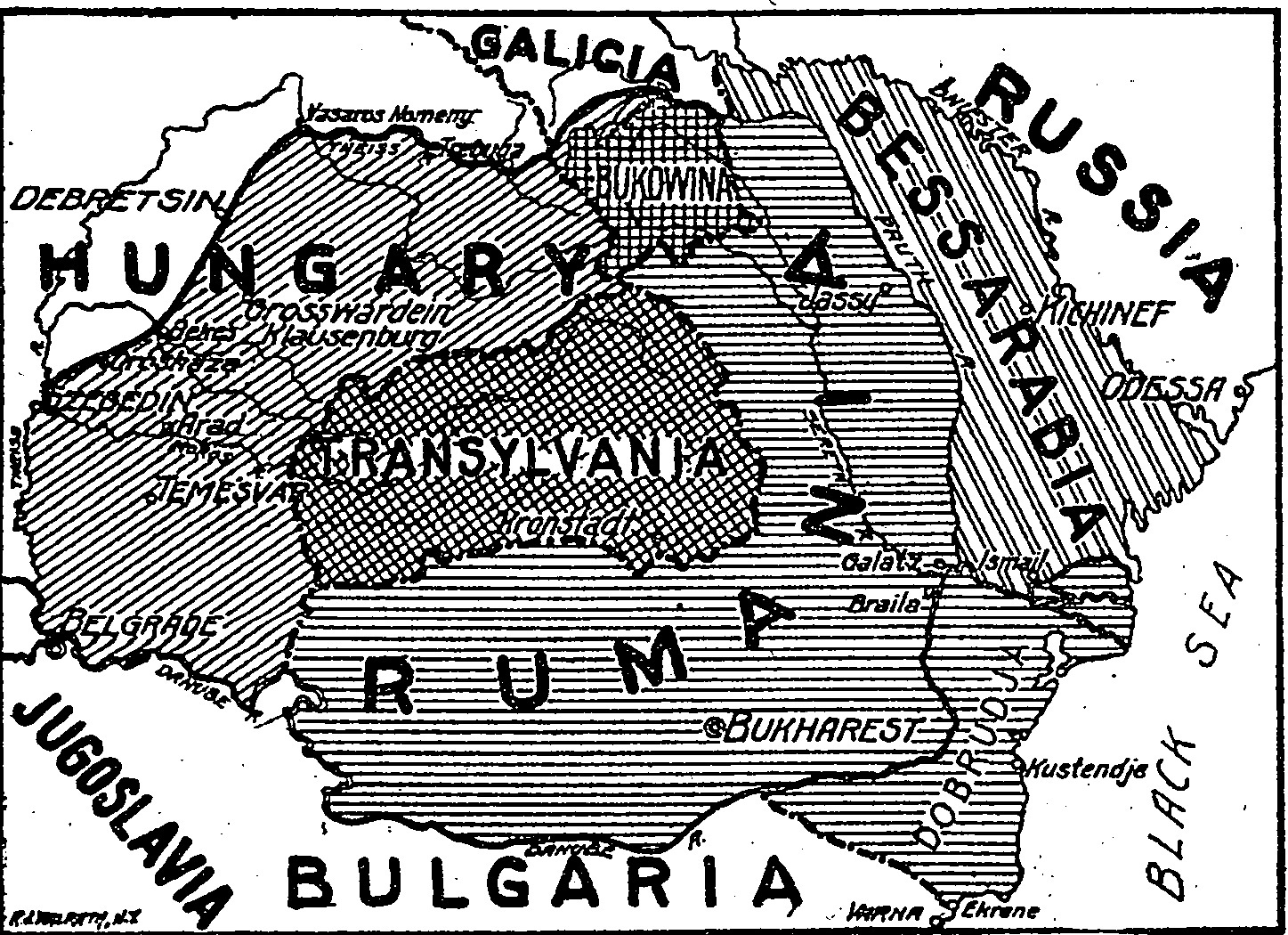
Granițele României, astfel cum fuseseră ele stipulate în tratatul secret semnat în 1916 cu Puterile Antantei (Basarabia nu a fost inclusă în prevederi)

Odată cu încheierea păcii cu Puterile Centrale, în 7 mai 1918, valabilitatea tratatului din 1916 al României cu Puterile Aliate a fost pus în discuție, cu toate consecințele de rigoare derivate din încheierea respectivului acord de pace. Cu toate acestea, în acele momente de cumpănă pentru statul român, Puterile Antantei au dat asigurări precum că, în esență, politica lor față de România nu s-a schimbat, ceea ce a făcut, ulterior, obiectul unor schimburi de opinii contradictorii. Chestiunile ridicate mai târziu nu s-au referit atât la statutul de aliat al României, cât, mai ales, au privit conținutul respectivului tratat semnat în 1916. Astfel, în toamna anului 1918 – mai ales într-un context în care statul american nu a dorit să ia în considerare tratatele secrete încheiate în anii Marii Conflagrații - Aliații au avut o serie de ezitări în ceea ce privește statutul diplomatic al României, care reintrase în război la 10 noiembrie. La 15 ianuarie 1919, Franța, în acord cu ceilalți aliați, a recunoscut statutul de aliat al României, anunțând, însă, că tratatul din 1916 va constitui doar o bază de discuție la Conferința de Pace.
În luna decembrie 1918 unirea Transilvaniei cu România a fost deja proclamată, dar acest act nu ar fi fost suficient pentru ca această unire să fie garantată politic, militar și diplomatic. De aceea, pentru preluarea puterii statale, organismele politice locale și centrale ale românilor transilvăneni, în strânsă colaborare cu armata română, care traversase Carpații, au conlucrat eficient pentru a apăra și împinge spre vest linia provizorie de demarcație, statul român dorind să asigure succesul solicitărilor sale teritoriale inclusiv prin maximalizarea gradului de ocupare militară.

## Prima linie de demarcație

### Convenția militară de la Belgrad
La data de 13 noiembrie între Aliați – reprezentați de generalul Louis Franchet d'Esperey si guvernul ungar al lui Károlyi, a fost semnată la Belgrad o Convenție militară de armistițiu. Această convenție a reconfirmat și a individualizat pentru Ungaria, după disoluția Dublei Monarhii, „Linia Diaz”, așa cum fusese ea precizată în cadrul armistițiului de la Villa Giusti din data de 3 noiembrie 1918 ca linie de contact dintre trupele Antantei (care câștigase Primul Război Mondial ) și cele ale statului ungar (în calitate de stat succesor al Austro-Ungariei). Linia de demarcație a fost stabilită în Transilvania pe traseul reprezentat de cursul superior al Someșului (Someșul Mare) -  Bistrița - Reghin -Târgu Mureș – și cursul Mureșului până la vărsarea în Tisa. Localitățile menționate urmau să fie libere de trupele ungare, iar trupele Aliaților urmau să ocupe regiunea evacuată de maghiari în condițiile fixate de Comandantul Șef al Armatelor Aliate din Orient. De asemenea, Aliații aveau voie să ocupe, oricând, orice areal sau punct cu caracter strategic care ar fi fost fixate de către comandantul șef al trupelor aliate, iar aceste trupe aveau dreptul să li se permită trecerea sau să rămână în oricare parte în Ungaria.
Fixarea acestei linii de demarcație nu s-a bazat, însă, pe principii etnografice, geografice și strategice ferme și, în plus, Franchet d’Esperey a fost, la momentul respectiv, în necunoștință de cauză privind prevederile teritoriale ale Tratatului de la București din anul 1916. Refuzând să facă o distincție între „vechii” maghiari și „noii” maghiari de după război, d’Esperey a trasat o linie de demarcație aproape centrată pe vechea frontieră, linie care a fost operă a unui militar, nu a unui politician. Suplimentar, această Convenție a determinat apariția unei situații cu caracter relativ confuz, deoarece a prevăzut ca administrația din teritoriul evacuat să rămână sub controlul guvernului budapestan, aliații urmând să nu se amestece în administrarea internă a statului ungar.
În momentul semnării Convenției, reprezentanții românilor transilvăneni luaseră deja decizia fermă de desprindere a Transilvaniei de Ungaria, iar  România reintrase în tabăra Antantei, la 10 noiembrie. Cu toate acestea, deoarece, la 7 mai 1918, România semnase o pace separată cu Puterile Centrale, a fost considerată stat necombatant, astfel că n-a fost invitată la semnarea acestei Convenții și nici nu i s-a cerut părerea în ceea ce privește prevederile ei. Nefiind reprezentați la tratative și aflați într-un context în care interesele nu le fuseseră bine reflectate în actul încheiat, românii nu s-au împăcat niciodată cu unele prevederi ale acestuia, în special cu cele care au avut ca subiect trasarea liniei de demarcație și menținerea administrației transilvănene sub control ungar. De cealaltă parte, însă, guvernul Károlyi a încercat să prezinte actul drept o recunoaștere a integrității teritoriale a Ungariei.
Începând cu 26 noiembrie 1918, la Budapesta a funcționat o misiune militară franceză cu menirea de a supraveghea aplicarea Convenției de Armistițiu. Conducerea acesteia a fost încredințată locotenent-colonelului Fernand Vix.
După o scurtă perioadă, Guvernul de la Paris a realizat imperfecțiunile textului semnat, ceea ce a determinat un statut de provizorat al acestuia. Înlocuirea sa efectivă va fi luată în considerare doar începând cu 26 februarie 1919, când negociatorii Conferinței de Pace de la Paris au decis crearea unei zone neutre între trupele române și cele ungare.

### Dislocarea trupelor române
Datorită atât lipsei unor alte forțe disponibile pentru a ocupa poziții de-a lungul liniei de demarcație din Transilvania, cât și a unei recunoașteri în fapt a Armatei Române ca forță militară aliată, trupele române au primit permisiunea de a realiza operațiunea de ocupare a primului aliniament demarcațional. Deși, pe hârtie, Armata Română era constituită dintr-un anumit număr de oameni, aprecierile precum că trupele românești ar fi putut să înceapă intrarea în Transilvania în jurul datelor de 14-15 noiembrie s-au dovedit nerealiste, deoarece a depins de posibilitatea de concentrare a acestora. Pentru a lupta împotriva anarhiei, în așteptarea acestora, românii din teritoriu s-au grăbit să organizeze Gărzile Naționale. Într-o Proclamație semnată pe 26 noiembrie, șeful Marelui Cartier General – generalul Constantin Prezan, a specificat țelurile politice naționale ale demersului militar aflat în curs, anume integrarea în frontierele statului român a teritoriilor dintre Tisa și Dunăre, astfel cum fuseseră ele stipulate în Tratatul din 1916.
Divizilor 7 Infanterie – concentrată la Piatra Neamț sub comanda generalului Traian Moșoiu și 1 Vânători – concentrată la Comănești și Asău sub comanda generalului Aristide Lecca, li s-a trasat sarcina de a ocupa, treptat, aliniamentele succesive aprobate de Consiliul Militar Interaliat. Granița a fost trecută la 16/29 noiembrie prin Pasul Prisecani spre Tulgheș, Borsec, Toplița și spre Ditrău de către primele efective ale Diviziei a 7-a. Divizia 1  a trecut Carpații Orientali pe la Palanca și a ocupat Miercurea Ciuc. Ulterior, după ce au ocupat văile Oltului și Mureșului, la 25 noiembrie/8 decembrie Divizia a 7-a a ocupat Târgu-Mureș și, la 28 noiembrie/ 11 decembrie , Reghin, iar Divizia 1 s-a întins spre sud-vest spre Brașov (ocupat la 7 decembrie/20 decembrie).  Pentru a nu influența lucrările Marii Adunări Naționale, trupele române s-au oprit, temporar, din înaintare, pe care au reluat-o executând ordine transmise pe 4 și 9 decembrie. Planurile operaționale ale trupelor române au fost comunicate Comandamentului Armatei Dunării atât la 2 decembrie, cât și la sfârșitul aceleiași luni.
Pe data de 15 decembrie, aliniamentul prevăzut ca linie de demarcație a fost atins. Este probabil ca mobilizarea rapidă a trupelor române și trecerea primelor unități pe teritoriul transilvan să fi surprins guvernul ungar – de altfel, destul de puțin informat, ceea ce a creat un ascendent militar și moral favorabil Armatei Române. 

### Incidente în cursul deplasării spre linia de demarcație
Datorită forțelor reduse de care dispunea, Ungaria nu a riscat să se opună trecerii Carpaților de către trupele române.
Incidente s-au consemnat, totuși, la Borsec, unde un pluton al Diviziei a 7-a a fost atacat de către jandarmii unguri, și la Brașov, unde trupele române au intrat în contact cu ariergarda armatei Mackensen (Grupul de Est), care a încercat să opună rezistență în gară.

### Reacția ungară
În speranța împiedicării instituirii controlului militar românesc în Transilvania, în această etapă, guvernul ungar a făcut mai multe demersuri politice, diplomatice și militare.
 

Receptând Proclamația emisă de Prezan, Primul Ministru maghiar a contestat într-o convorbire avută cu șeful Misiunii Militare Aliate la Budapesta, dreptul românilor de a ocupa Transilvania în limitele fixate de Convenția de la Belgrad, iar la 30 noiembrie 1918 a cerut prin intermediul aceluiași Fernand Vix, ca Arad, Oradea, Carei, Satu Mare, Alba Iulia, Aiud, Cluj, Baia Mare, Sighetu Marmației, Târgu-Mureș, Bistrița, Odorheiu Secuiesc să fie ocupate de trupe ale Puterilor Aliate.  La 11 decembrie, solicitând lămuriri lui Vix în privința trupelor române, Comisia Ministerială maghiară pentru Armistițiu a primit răspuns precum că 
„Armata Română a fost recunoscută ca putere aliată a Antantei și că armata sa lua parte la ocuparea teritoriilor stabilite prin Convenția de Armistițiu cu același statut ca și celelalte națiuni ale Antantei.”
În cursul lunii decembrie guvernul de la Budapesta, nerecunoscând Unirea, a început să ia jurământul de credință către statul ungar de la toate autoritățile comitatense, cercuale și comunale. și s-a preocupat de întărirea poziției sale la Cluj. Astfel, dincolo de râul Mureș au început să se concentreze forțe ungare  și atitudinea față de populația română – în special față de Gărzile Naționale Române  - a devenit din ce în ce mai amenințătoare.
În timp ce guvernul ungar a depus eforturi pentru a crea o divizie de infanterie cu baza în Transilvania și pentru a întări gărzile naționale maghiare, un consiliu secuiesc aflat la Budapesta a militat pentru crearea unei  brigăzi secuiești, detașament ale cărui baze au fost puse pe 1 decembrie la Cluj sub conducerea lui Károly Kratochvil. La sfârșitul lunii decembrie – conform lui Apáthy, efectivul acesteia a ajuns la 3.000 de soldați.
De asemenea, guvernul ungar a făcut un apel, fără efect, sașilor, să se opună trecerii armatelor române în Transilvania și a încercat să trateze cu Armata Mackensen în același scop.
Forțele existente ar fi putut să încerce să împiedice Armata Română să treacă de râul Mureș, dar guvernul budapestan, temându-se de potențialele repercusiuni internaționale ale unui astfel de act defensiv, a ales să respecte termenii Armistițiului de la Belgrad și să caute o soluție mediată. Incertitudinile privind intențiile Conferinței de Pace de la Paris, precum și declarațiile sau măsurile contradictorii – din punctul de vedere ungar, atât ale generalilor francezi care s-au comportat ca niște regi la  Belgrad și București, cât și ale Misiunii Antantei de la Budapesta, au crescut gradul de confuzie în rândul factorilor de decizie maghiari.
În cursul lunii decembrie, în regiunile transilvănene vestice au început să-și facă apariția îngrijorarea și teama precum că linia de demarcație se va permanentiza și că Armata Română se va opri în estul Munților Apuseni.

## A doua linie de demarcație
Mai puternică militar în acel moment și mai agresivă, România și-a putut continua înaintarea progresivă pe teren. Ca urmare a unor tratative duse cu generalul d'Esperey și cu sprijinul generalului Henri Mathias Berthelot, Armata Română a permit permisiunea de a trece Mureșul pentru a ocupa regiunea Cluj - Gherla - Dej și pentru a înainta până la aliniamentul Baia-Mare - Dej - Cluj - Deva.

### Aranjamente militare și politice
La cererea generalului Prezan, generalul Berthelot a fost de acord, la 12 decembrie, cu depășirea liniei de demarcație.
Operațiunea de depășire a liniei de demarcație anterioare de către armata română era deja pregătită la data de 15 decembrie, moment în care guvernul Ungariei i-a cerut șefului Misiuni aliate de la Budapesta explicații cu privire la intențiile trupelor române. Deși trecerea liniei ar fi fost neavenită - conform convenției de Armistițiu românii având voie să ocupe doar puncte strategice dincolo de respectiva linie, Consiliul Dirigent, contrar avertismentului făcut de Vix lui Berthelot, a notificat - atât pe 15, cât și pe 16 decembrie 1918 - Comisariatului Ungariei de Răsărit din Cluj, condus de István Apáthy, faptul că trupele române vor trece linia. Pentru evitarea inutilă de pierderi de vieți omenești, Armatei Ungare i s-a sugerat să se retragă din zonă. Deși dăduse românilor permisiunea de a înainta, Berthelot a întârziat, însă, să informeze guvernul budapestan de această decizie.
Ajuns la Cluj pe 30 decembrie , în cursul unei călătorii de informare în Transilvania, generalul Berthelot  s-a întâlnit a doua zi (pe 31 decembrie 1918), cu scopul de a preveni un conflict, cu Apáthy și au convenit împreună asupra unei noi linii de demarcație. Aceasta urma să se întindă pe aliniamentul Baia-Mare - Dej - Cluj - Deva și să aibă de-a lungul său o fâșie demilitarizată de 15 km care ar fi urmat să-i separe pe beligeranți. Despre această nouă linie guvernul Ungariei a aflat de abia la 10 ianuarie. După ce guvernul francez a acceptat noul traseu, nu însă fără a-și exprima dezacordul prin vocea lui Georges Clemenceau, față de demersul lui Berthelot,  Franchet d'Esperey și-a dat și el acordul pe data de 27 ianuarie 1919, pentru linia Berthelot-Apáthy.

### Dislocarea trupelor române

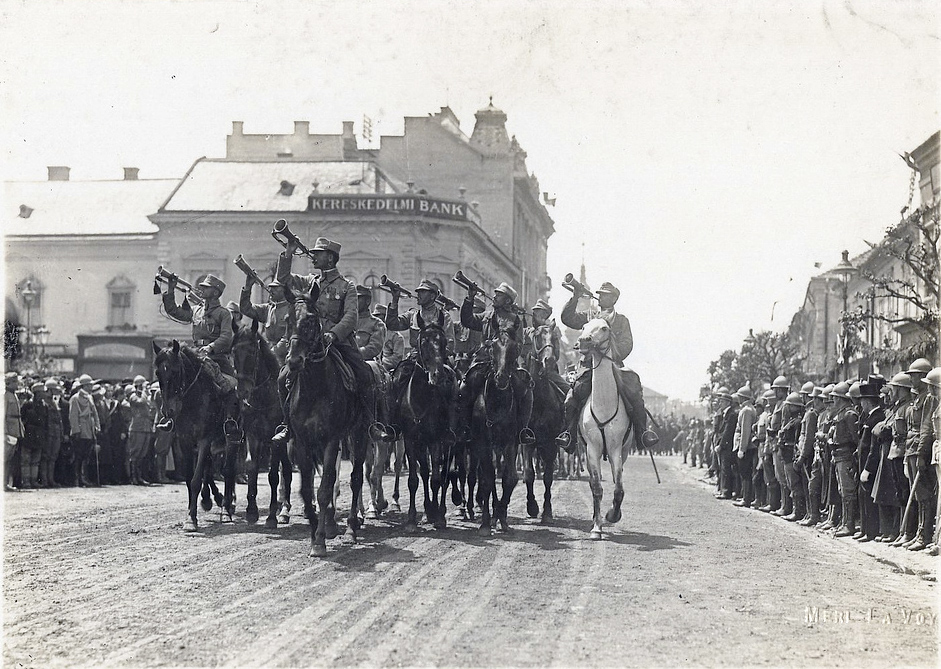
Intrarea Regimentului 16 Dorobanți „Fălticeni” în Cluj, în 1918

La 16 decembrie Armata Română a trecut linia, intrând în Mediaș și Sighișoara. Divizia a 7-a a înaintat în direcția Cluj, pe 18 decembrie generalul Constantin Neculcea solicitând părăsirea acestuia de către trupele ungare, iar Divizia 1 în a înaintat în direcția Alba-Iulia, Teiuș, Aiud.
Dat fiind că frontul de înaintare se subțiase, în contextul în care cele două divizii lăsaseră în centrele principale detașamente care să sprijine Gărzile Naționale la menținerea ordinii, Marele Cartier General a dislocat Divizia a 2-a Vânători în regiunea Sibiu - Orăștie - Deva - Petroșani și Divizia a 6-a Infanterie în regiunea Brașov.
Începând cu data de 23 decembrie 1918 tot teritoriul transilvănean aflat între linia de demarcație și vechea frontieră cu Regatul României a fost decretat ca fiind o zonă a armatei.
După ce în data de 23 decembrie ultima unitate militară secuiască a părăsit orașul, la 24 decembrie după amiaza, soldații români au intrat în Cluj, moment în care a fost înființat un comandament unic al trupelor române din Transilvania, încredințat generalului Traian Moșoiu. Comandamentul militar român a impus în Cluj cenzura și starea de asediu, a interzis orice activitate politică și a suspendat dreptul de întrunire precum și libertatea de mișcare.

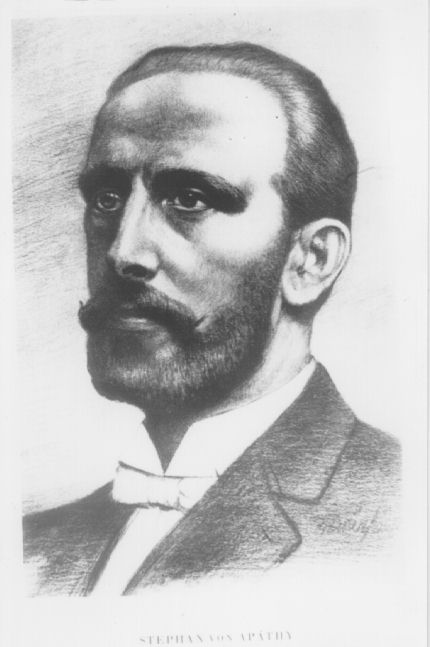
Profesorul István Apáthy, Comisar guvernamental pentru Ungaria de Est

### Reacția ungară
De abia la 15 decembrie guvernul ungar a aflat de intenția generalului francez, astfel că au încercat să intervină pe lângă generalul d’Esperey și pe lângă conducătorul Misiunii Aliate de la Budapesta, Fernand Vix. În concepția autorităților centrale maghiare respectiva decizie însemna încălcarea convenției de armistițiu, astfel că Vix succesiv unei conversații telefonice avute cu Berthelot, a avansat ca explicație faptul că românii urmează să ocupe anumite puncte strategice mai importante, printre care se afla și orașul Cluj. Operațiunea în cauză a fost justificată ca fiind în conformitate cu convenția de armistițiu, care era principala furnizoare a convingerii că integritatea teritorială a Ungariei nu va fi afectată.
În intervalul 15-23 decembrie discuțiile între autoritățile centrale ungare și Misiunea Militară Franceză au continuat, ajungându-se la o amânare de 24 de ore a trecerii linie de demarcație de către trupele române, pentru a fi așteptați la Cluj comisarii guernamentali László Fényes și Z. Rónai. Urmând să discute personal cu Berthelot, acestora la ajungerea în oraș li s-a comunicat însă că guvernul ungar cedase în ceea ce privește subiectul trecerii liniei de demarcație, datorită imposibilității practice de a opune rezistență.
Deși, în faza inițială, refuzul Comisariatului ungar din Cluj la sugestia de retragere a soldaților ungari în nordul liniei de demarcație a fost categoric, după ce românii au avansat dincolo de linia stabilită prin Convenția de Armistițiu, în data de 17 decembrie guvernul ungar a acceptat această retragere. În aceeași zi, Fernand Vix a transmis autorităților ungare o telegramă de la generalul Berthelot, prin care acesta le-a informat de faptul că, la ordinul său, Clujul urma să fie ocupat de soldații români. La 18 decembrie, Consiliul de Miniștri ungar a acceptat intrarea trupelor române în oraș. Ministrul de război ungar Vilmos Böhm, intenționând să mențină în Cluj trupele ungare existente, în timpul ocupației românești, a fost convins de Fernand Vix să renunțe, dându-i-se speranțe precum că soldații români care vor ocupa orașul vor fi înlocuiți de trupe franceze. Conform lui Apáthy, trupele de secui ai lui Kratochvil din Cluj numărau un efectiv de 3.000 de oameni. În după amiaza zilei de 19 decembrie, autoritățile maghiare din localitate au acceptat, pentru a preîntîmpina asedierea orașului, evacuarea propriilor trupe regulate, a căror plecare s-a finalizat la data de 23 decembrie. Urmau să rămână, însă, în oraș poliția și jandarmeria, precum și Garda Națională Maghiară locală.
Aici, în momentul intrării trupelor române s-a aflat profesorul István Apáthy, numit de către guvernul Ungariei „Comisar guvernamental pentru Ungaria de Est”. Acesta era asistat de către un aparat administrativ multipartinic format din 14 departamente, al cărui rol era acela de a administra civil un teritoriu aflat în continuă scădere. Atât Apáthy, cât și aparatul său au rămas pe loc și, într-un act simbolic dorit a semnaliza continuitatea juridică, a rămas un timp și comandamentul militar ungar.
După înțelegerea din 31 decembrie de la Cluj dintre Berthelot și Apáthy, Colonelul Kratochvil (care fusese însărcinat de la sfârșitul lunii noiembrie cu apărarea Transilvaniei) și-a transferat comandamentul la Oradea, începând cu jumătatea lunii ianuarie. La nord-vest de Cluj – pe valea Crișului Repede și mai la nord – în regiunea Jibou – Zalău, au început să se concentreze trupe ungare. Aceste trupe s-au constituit într-o amenințare pentru aripa dreaptă a dispozitivului militar român, care, astfel, ar fi putut fi întoarsă printr-un atac executat pe valea Someșului. Considerat o „poartă” de o importanță strategică reală ce urma să fie „apărată de adversari cu disperare”, localitatea Zalău „era un centru unguresc” care avea tot ce-i trebuie pentru a se dezvolta „în acest spirit” și, ca atare, a existat un cadru favorabil pentru a fi stabilit aici unui centru cu caracter de avanpost atât al rezistenței militare maghiare, precum și al formațiunilor militare republicane maghiare hotărâte să continue ofensiva militară, cu scopul restabilirii vechilor granițe ale Ungariei.

## A treia linie de demarcație
Ca urmare a eforturilor Guvernului României și ale Consiliului Dirigent, linia de demarcație a fost mutată pe aliniamentul Vest de Sighetu Marmației - Cicârlău - Ardusat - Băsești - Chilioara - Crișeni - Panic - Aghireș - Meseșenii de Sus - Șeredei - Pria - Ciucea - Ciuci - Zam.
Aceast nou aliniament deși a reprezentat un pas înainte, a menținut izolarea față de teritoriul național român a comitatelor Arad și Bihor - în întregime și, parțial, a comitatelor Sălaj și Sătmar. El și-a încheiat existența în aprilie 1919, odată cu ofensiva Armatei Române spre vest după fixarea unei noi linii pe un aliniament recunoscut de Antantă.

### Aranjamente militare și politice
Forțele armate române au continuat să preseze încet înainte, după ce au asigurat Clujul, motivându-și avansul prin referire la instrucțiunile Antantei și dorința de a limita bolșevismul. Depășind ce-a de-a doua linie de demarcație, Armata Română a determinat o situație care se putea complica foarte mult. Surescitați de sentimentul naționalist, din toate părțile au început să vină în Transilvania voluntari maghiari deciși să lupte.
Conform lui d'Esperey, scopul final al românilor a fost acela de a ocupa teritoriile aflate în sud-estul Tisei, în conformitate cu cele consemnate în tratatul secret de la București. În consecință, generalul francez a apreciat că un război româno-ungar este iminent.Nu s-a ajuns, totuși, la o ciocnire deschisă, deoarece, în 21 ianuarie 1919, Franchet d'Esperey a ordonat oprirea avansului militar românesc. Pe 23 ianuarie, Consiliul de Miniștri ungar a decis, pentru prima dată, că nu mai avea o altă soluție decât rezistența armată, iar, la 24 ianuarie, Clemenceau i-a atras atenția lui Henri Berthelot că nu era cazul să se ia în considerare toate pretențiile românești. Un nou ordin din 28 ianuarie al Primului Ministru francez a determinat fixarea armatelor române pe aliniamentul Sighet-Baia Mare-Zalău-Ciucea-Zam, situație de provizorat care nu a mulțumit pe de-a-ntregul pe niciunul dintre guvernele ungar și român.

### Dislocarea trupelor române
Pentru asigurarea noului aliniament, au fost destinate Brigăzile 13 și 14 din Divizia 7 Infanterie, respectiv Regimentele 14 Infanterie pentru Baia Mare și Sighetu Marmației și Regimentul 16 Infanterie pentru Jibou și Zalău. Deși forțele militare destinate acestui scop au fost cu totul insuficiente, ele au slujit ideii de prezență simbolică a trupelor române, trimise să asigure, în conlucrare cu gărzile naționale de pe plan local, ordinea și siguranța publică, alături de preluarea fără incidente a administrației civile și militare.
La 14 ianuarie un detașament din Regimentul 14 Infanterie a intrat în Baia Mare. În drum spre Sighetul Marmației, trupele regimentului au intrat în conflict cu un detașament ucrainean, luptele cu acesta durând până pe 18 ianuarie. La 22 ianuarie trupele române atinseseră deja, pe de-a-ntregul, noul aliniament.
În toată luna ianuarie, precum și în februarie, detașamente ale Diviziei 7-a Infanterie au întreprins acțiuni de dezarmare a localităților din sectorul său de competență. La fel, măsuri aspre au fost luate de către administrația militară pentru a stăvili tulburări, precum tăierea pădurilor particulare, comunale și ale statului, ocuparea pământului și pășunilor particulare, devastarea proprietăților.
Iarna 1918-1919 a fost folosită, de asemenea, pentru punerea bazelor înființării diviziilor 16 și 18 – alcătuite din foști soldați ai Armatei Austro-Ungare și pentru organizarea mai temeinică a celorlalte divizii românești. S-au cumpărat cai atât de la Armata Mackensen (care se retrăgea prin Transilvania), cât și de la armata franceză, timpul fiind folosit și pentru instrucția trupelor. În primăvară, în pofida lipsurilor materiale, trupele române din Transilvania erau deja bine antrenate fizic și cu moralul foarte ridicat.

### Reacția ungară
Practic, fără luptă, armata regală română ocupase, până la acel moment, întreaga Transilvanie istorică. Incapacitatea Antantei de a respecta acordurile încheiate, precum și avansul constant pe teren al trupelor române au determinat guvernul ungar să ia în considerare posibilitatea de rezistență armată. Dorind păstrarea cu orice preț a noii linii de demarcație, autoritățile militare și civile ungare au sporit efectivele militare și au înrolat cu forța, indiferent de naționalitate, toate persoanele valide. Disperați, etnicii români au început să se refugieze în masă la est de linia de demarcație, la Cehu Silvaniei, Băsești, Zalău și Huedin.
O nouă armată ungară a început să se constituie pe resturile celei vechi, iar Debreținul, Oradea și Békéscsaba au devenit centre de concentrare ale trupelor. Pentru a preveni orice altă nouă înaintare a soldaților români pe teren, maghiarii au dislocat în zona Ciucea, încă de la bun început, 5.000 de soldați.
De-a lungul liniei de demarcație, incidentele în care au fost implicate trupele maghiare s-au ținut lanț. Deși Comandamentul Armatei Române a încercat de mai multe ori să trateze cu comandamentul trupelor ungare chestiuni privitoare la traseul liniei de demarcație și la tratamentul românilor din zona aflată încă sub administrare maghiară, acestea s-au soldat cu  eșecuri repetate, deoarece comandamentul ungar a susținut că nu recunoaște drept linie de demarcație decât Linia Diaz din 3 noiembrie 1918, așa cum fusese confirmată și individualizată prin Convenția militară de la Belgrad (13 noiembrie 1918). Invocând această linie, guvernul revoluționar ungar a continuat să încerce să împiedice, prin orice mijloace, integrarea teritoriilor în discuție și a acționat prin organele sale administrative și militare în acest sens, autorizându-le să ia măsurile cele mai drastice.

### Incidente în relație cu noua linie de demarcație
Efectivele militare reduse ale unităților militare desemnate să preia noul aliniament au predispus unitățile militare maghiare cantonate în Zalău, la o atitudine belicoasă. O ambuscadă pregătită de trupele ungare pentru capturarea trenului care a transportat trupele române spre Jibou și Baia Mare a fost dejucată cu ajutorul comandantului Gărzii Naționale Române din Jibou și ostașii români au intrat în localitate la 10/11 ianuarie 1919. Ulterior, un ultimatum al comandamentului militar maghiar de la Zalău adresat celor 2 companii române staționate la Jibou a determinat un moment de cumpănă, trecut cu bine atât cu ajutorul aceluiași comandant al Gărzii Naționale Române, cât și prin intervenția președintelui Consiliului Național Maghiar local și a profesorului Apáthy, președintele Consiliului Național Maghiar din Transilvania.
Într-o telegramă a aceluiași profesor Apáthy, găsită ulterior la Zalău, acesta a îndemnat însă trupele maghiare să opună rezistență, astfel că trupe maghiare răzlețe aflate în retragere au minat linia din apropiere de Zalău și au luat cu asalt vagoanele de tren în care se îmbarcaseră trupele române în drum spre Crișeni (fosta gară Țigani). Ca efect al atacului au rezultat 6 morți, 13 răniți și 7 dispăruți. După un contraatac susținut cu întăriri sosite de la Jibou, la 1/14 ianuarie 1919 trupele răzlețe ungare au fost respinse dincolo de linia de demarcație și comandantul Diviziei a 7-a a dispus arestarea și judecarea profesorului Apáthy. De asemenea, municipalitatea Clujului a fost amendată cu 900.000 coroane, sumă care a fost împărțită familiilor celor morți. Tot municipalității clujene i-a fost impusă și plata cheltuielilor de înmormântare, precum și a unui monument ridicat și inaugurat în 1920, care amintește de victimele atacului.
La 24-25 ianuarie, posturile române de pe valea Crișului Alb de la Sebiș au fost atacate de forțe inamice cu un efectiv de 1.000-1.200 de soldați, susținuți de artilerie și două trenuri blindate. Reacția energică a trupelor române a fost temperată de opunerea Aliaților, permițându-se numai ocuparea localității Zam, unde se afla un mare depozit, pe care trupele ungare ar fi dorit să îl ridice.
În zorii zilei de 23 februarie 1919, în sectorul Brigăzii 13 Infanterie, trupe ungare venite dinspre Aghireș și Crișeni au surprins, cu efective numeroase, trupele române, care s-au retras, temporar, spre Ortelec. Dat fiind că parlamentarii români trimiși la Zalău nu au reușit să determine retragerea detașamentului invadator, în urma unui atac susținut de artilerie, trupele române au reocupat orașul pe 25 februarie. În timpul incidentului au fost afișate proclamații care au îndemnat civilii să se împotrivească autorităților românești și s-au distribuit arme celor de naționalitate maghiară, iar modul de derulare al contraatacului românesc a fost intens speculat de propaganda ungară.
Cu ocazia înmormântării președintelui Partidului Național Român, George Pop de Băsești, s-a produs un nou incident determinat de un atac pe data de 26 februarie al trupelor maghiare asupra localității Băsești, apărată pe plan local, de către Garda Națională și de un pluton din Batalionul 2 infanterie al Regimentul 16 „Suceava”.

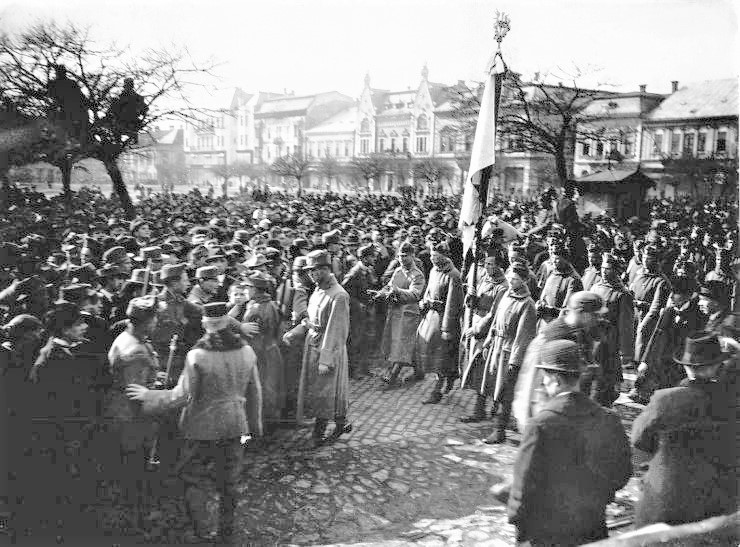
Soldați ai Diviziei de Secui la Satu Mare, în data de 2 martie 1919

În noaptea de 8 spre 9 martie 2 batalioane de secui – sprijinite de 2 baterii de artilerie și de focul a numeroase mitraliere, au atacat, în zona Crișeni - Zalău, aripa stângă a Diviziei a 7-a, astfel că posturile românești – inferioare ca număr și aflate la distanțe mari - s-au retras. Un contraatac susținut de rezervele Brigăzii 13 Infanterie – susținute de artilerie, a restabilit situația.
Alte incidente regretabile, soldate cu morți și răniți în rândurile consiliilor și gărzilor naționale române, precum și ale trupelor regulate române au avut loc la Teiuș, Beliș, Târgu Lăpuș, Cufoaia, Ciucea.

## A patra linie de demarcație

### Aranjamente militare și politice
Românii au continuat să protesteze față de traseul liniei de demarcație, invocând atât dreptul la autodeterminare, cât și prevederile Tratatului din 1916, precum și persecuțiile pe care le suportau etnicii români aflați pe teritorii sub controlul statului ungar. La 15 ianuarie 1919, Clemenceau, Primul Ministru francez l-a informat pe Berthelot că Aliații au hotărât să confere României același statut ca cel atribuit Serbiei, Belgiei și Greciei, recunoscând, de principiu, caracterul geografic provizoriu al liniei de demarcație, precum și posibilitatea modificării ei.
În noapte de 25 spre 26 ianuarie/7 spre 8 februarie 1919, Consiliul de Miniștri a hotărât în absența lui Ion I. C. Brătianu, ca, totuși trupele române să avanseze dincolo de Munții Apuseni, cu scopul de a ocupa tot teritoriul revendicat de România. La 14 februarie, generalul Prezan i-a comunicat generalului Berthelot decizia Guvernului României de a ocupa zona Arad – Oradea Mare – Satu Mare. Contextul era însă nepotrivit la acel moment, atât deoarece situația trupelor române care se găseau în Transilvania nu ar fi permis o astfel de operațiune, cât și datorită aprecierii ca „neoportună”, de către Înaltul Comandament Aliat de la Paris, a modificării situației teritoriale în estul Ungariei, modificare care ar fi putut îngreuna derularea Conferinței de Pace.
Conferința de Pace de la Paris a luat în discuție, la începutul anului 1919, elaborarea unui Tratat de Pace cu Ungaria. La 26 februarie, atât ca urmare a presiunilor românești, cât și din dorința de a sprijini planurile comandanților militari francezi în ceea ce privește intervenția împotriva Rusiei Sovietice, Conferința a trasat o nouă linie de demarcație ungaro-română, aflată mai la vest. Autorizarea ocupării teritoriului transilvănean de către români urma să favorizeze, astfel, acordarea de sprijin de pe teritoriul românesc trupelor învinse de Armata Roșie, aflate în dificultate în Ucraina. Generalul Franchet d'Esperey a fost conștient de scopul final al românilor de a ocupa întreg terenul atribuit prin Tratatul Secret de la București, apetitul acestora crescând pe măsura avansului din teren. Din punctul său de vedere, declanșarea unui război româno-ungar devenise astfel foarte probabilă, cu atât mai mult cu cât ungurii vedeau acest avans ca o violare a Convenției de la Belgrad. Ca atare, pentru a preveni un final sângeros, a solicitat superiorilor săi delimitarea unei linii de demarcație care să separe pe cei 2 potențiali beligeranți printr-o zonă de ocupație franceză. De altfel, în luna februarie 1919, cu puțin timp înainte de proclamarea Republicii Sovietice Ungare, Consiliul Dirigent a instituit serviciul militar obligatoriu în beneficiul armatei române și, la începutul lunii martie, a rupt relațiile diplomatice cu guvernul ungar.
Solicitările lui d'Esperey au fost trimise Consiliului Militar Suprem de la Versailles. În timpul deliberărilor din 19 februarie 1919, șeful Statului Major General francez – generalul Alby, a sugerat, în urma analizei situației militare a zonei, să se renunțe la Convenția militară de Belgrad, pentru a fi trasată o nouă linie de demarcație între Ungaria și România. Mai mult, a susținut chiar ca trupele române să poată controla centrele de comunicații Satu Mare, Oradea și Arad, dat fiind că trupele lui Berthelot ar fi urmat să fie trimise în Rusia. Problema unei zonei neutre din Ungaria a intrat pe ordinea de zi a Consiliului la data de 21 februarie 1919. Argumentele specialiștilor militari de la Versailles au fost acceptate de reprezentanții aliați și, astfel, au putut fi stabilite detaliile finale ale planului militar.
În consecință, conform deciziei luate, trupele ungare situate la est de linia Satu-Mare - Arad urmau să se replieze 100 km, până aproape de râul Tisa, între Armata Română (care urma să avanseze și să preia districtele Satu Mare, Carei, Oradea și Arad) și cea maghiară urmând să se interpună o fâșie demilitarizată aflată la vest de linia de demarcație, fâșie care ar fi cuprins Vásárosnamény, Debrețin, Gyoma, Hódmezővásárhely și Szeged. Administrația ungară din aceste zone ar fi urmat să fie sub supraveghere franceză. Prin ultima măsură, planificatorii militari francezi ar fi urmat să asigure spatele armatei regale române, destinată să participe la operațiuni împotriva Rusiei Sovietice și, de asemenea, să rezerve calea ferată dintre Timișoara - Satu Mare - Ciop pentru transporturi militare destinate Poloniei.
Linia de demarcație până la care ar fi urmat să înainteze românii ar fi trebuit, așadar, să aibă traseul prin localitățile Arad - Salonta - Oradea - Carei - Satu-Mare, cele 3 centre feroviare principale fiind excluse de la ocupația militară română, dar „disponibile pentru folosința trupelor române” și pentru românii care trăiau în zonele controlate de Aliați, în scopuri economice. Limita nordică a avansului românesc ar fi urmat să fie râul Someș.

### Proiectul de dislocare a trupelor
La data de 1 martie 1919 Clemenceau l-a informat pe d'Esperey despre decizia Conferinței, pentru a o pune în execuție. La 5 martie, Franchet  d'Esperey l-a informat pe Berthelot, acesta urmând, la rândul lui, să le comunice informația românilor, fără a face însă același lucru și pentru maghiari. Franchet  d'Esperey a solicitat, prin Berthelot, românilor să nu acționeze prematur și să înainteze numai cu acordul său. Rolul lui Berthelot urma să fie acela de a furniza informații privind dispozitivul trupelor române, astfel încât Franchet d'Esperey să poată planifica retragerea celor maghiare și să informeze Parisul despre etapele de execuție ale planului, de ale cărui detalii finale urma să răspundă comandantul armatei franceze din Ungaria  – generalul de Lobit, aflat la Belgrad. Berthelot urma, de asemenea, să se asigure că românii nu-și retrag trupe din Basarabia și Dobrogea, făcând, astfel, aceste regiuni vulnerabile la un eventual atac, într-un moment în care Armata Roșie avansa spre Basarabia.
Retragerea trupelor ungare la vest de limita zonei neutre ar fi trebuit sa debuteze pe 23 martie și să fie finalizată în 10 zile. Supravegherea retragerii acestora, precum și conducerea operațiunii de ocupare a zonei neutre de către unități ale trupelor aliate ar fi urmat să fie conduse de către generalul de Gondrecourt. Armata Română ar fi urmat să ocupe noile poziții numai după retragerea soldaților maghiari, decizia Conferinței de Pace părând să legitimizeze ocupația militară română a Transilvaniei.

### Memorandumul Vix

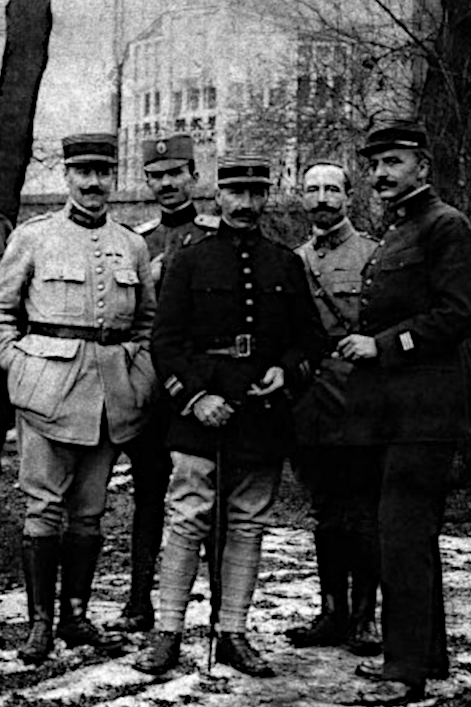
Fernand Vix, șeful Misiunii militare a Antantei în Budapesta (în centrul imaginii)

Hotărârea Conferinței de pace a fost semnată de comandantul suprem al Armatei din Ungaria, generalul de Lobit, și a fost înmânată oficialităților ungare la Budapesta pe data de 20 martie 1919 de către locotenent-colonelul francez Vix — motiv pentru care a și fost cunoscută ca „Memorandumul Vix” — însoțit de câte un reprezentant american, englez și italian. Lui Vix i s-a precizat să acorde ungurilor 48 de ore pentru a răspunde, fiind informat, însă, că neacceptarea noilor condiții de către aceștia nu urma să conducă la adoptarea unor măsuri imediate contra statului maghiar.
Întârzierea cu care hotărârea Conferinței de Pace a fost remisă oficialităților ungare a avut la bază un complex de factori. Astfel, la mijlocul lunii martie, forțele aliate aflate sub comanda lui d'Esperey nu erau pregătite pentru a pune în practică, pe teren, hotărârea. Doar ordinul urgent al lui Georges Clemenceau, determinat de criza trupelor aliate aflate sub comandă franceză în sudul Rusiei, a avut drept consecință o dispoziție de la 19 martie a generalului d'Esperey către generalul de Lobit prin care acestuia i se cerea să comunice maghiarilor nota Conferinței.

### Reacția ungară
Remiterea memorandumului oficialităților maghiare a ridicat acestora problema că, sub masca unor considerente militare, nota reprezenta, de fapt o impunere de noi limite politice Ungariei. Lipsa precizării unei zone tampon neutre în Rutenia a determinat suspiciunile oficialităților maghiare că românilor și cehoslovacilor li se permite extinderea în această zonă, astfel încât să se ajungă la o graniță comună între cele două națiuni.

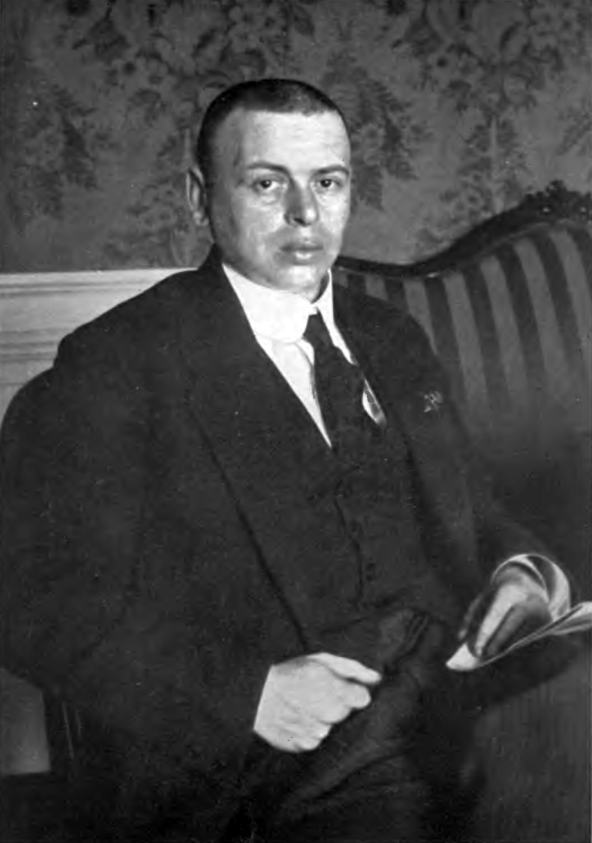
Politicianul comunist Béla Kun

Decizia s-a dovedit inacceptabilă pentru oficialii maghiari. Aceștia au considerat că nici un moment nu a existat o șansă reală de a obține pentru Ungaria termeni de pace tolerabili și că negociatorii Conferinței de Pace nu au luat în seamă dorința de a coopera a Ungariei, astfel că și-au prezentat demisia, alături de președintele provizoriu al Republicii Ungare (funcție pentru care, între timp, fusese nominalizat contele Károlyi Mihály). Autonumiții reprezentanți ai proletariatului au găsit, astfel, locul lăsat liber, după înfrângerea majoră suferită de coaliția proantantistă asociată cu democrații din clasa de mijloc și cu social–democrații moderați.
Astfel, la data de 21 martie 1919, în Ungaria a fost proclamată Republica Sfaturilor, națiunea maghiară punându-și în noul regim toate speranțele de salvare a integrității teritoriale a statului maghiar.
Regimul proletar a decretat mobilizarea generală a bărbaților între 16–48 de ani, a căutat să colaboreze militar cu Rusia bolșevică printr-o alianță ofensivă și defensivă și s-a considerat în stare de război cu Cehoslovacia și România. A apărut astfel pericolul ca România să fie atacată atât din flancul estic de către trupele ungare, cât și din cel vestic de către forțele ruse, la 21 martie Cristian Racovski aflându-se deja în Ungaria. Proiectul său de cooperare militară prevedea în estul României o ofensivă pe două direcții: prin Bucovina pentru a se putea face joncțiunea cu forțele maghiare, de către trupele Armatei Roșii 1 Ucrainene și prin Basarabia de către o altă forță, sprijinită de voluntari. După împingerea trupelor române afară din teritoriul aflat între Prut și Nistru, Racovski ar fi urmat să preia comanda trupelor ucrainene.
Consiliul Suprem de la Paris a replicat prin instituirea unei blocade europene în jurul statului maghiar și a luat contramăsuri militare pentru acoperirea graniței ungare sudice, spre Iugoslavia, precum și pentru concentrarea unei flote pe Dunăre.
Hotărât să nu se conformeze notei înmânate de Fernand Vix, guvernul ungar și-a trimis, la 28 martie 1919, trupele să atace în Slovacia. Însă, apoi, considerații conjuncturale au determinat declarații ale lui Béla Kun, incluzând-o pe cea din 30 aprilie 1919, precum că Republica Sfaturilor ar fi renunțat la principiul integrității teritoriale. Într-un context de izolare diplomatică și blocadă economică instituită de Aliați asupra Ungariei, regimul lui Béla Kun s-a declarat. astfel, dispus să inițieze negocieri cu Puterile Aliate, fie pe baza notei Vix, fie pe alte baze.

### Misiunea generalului Smuts

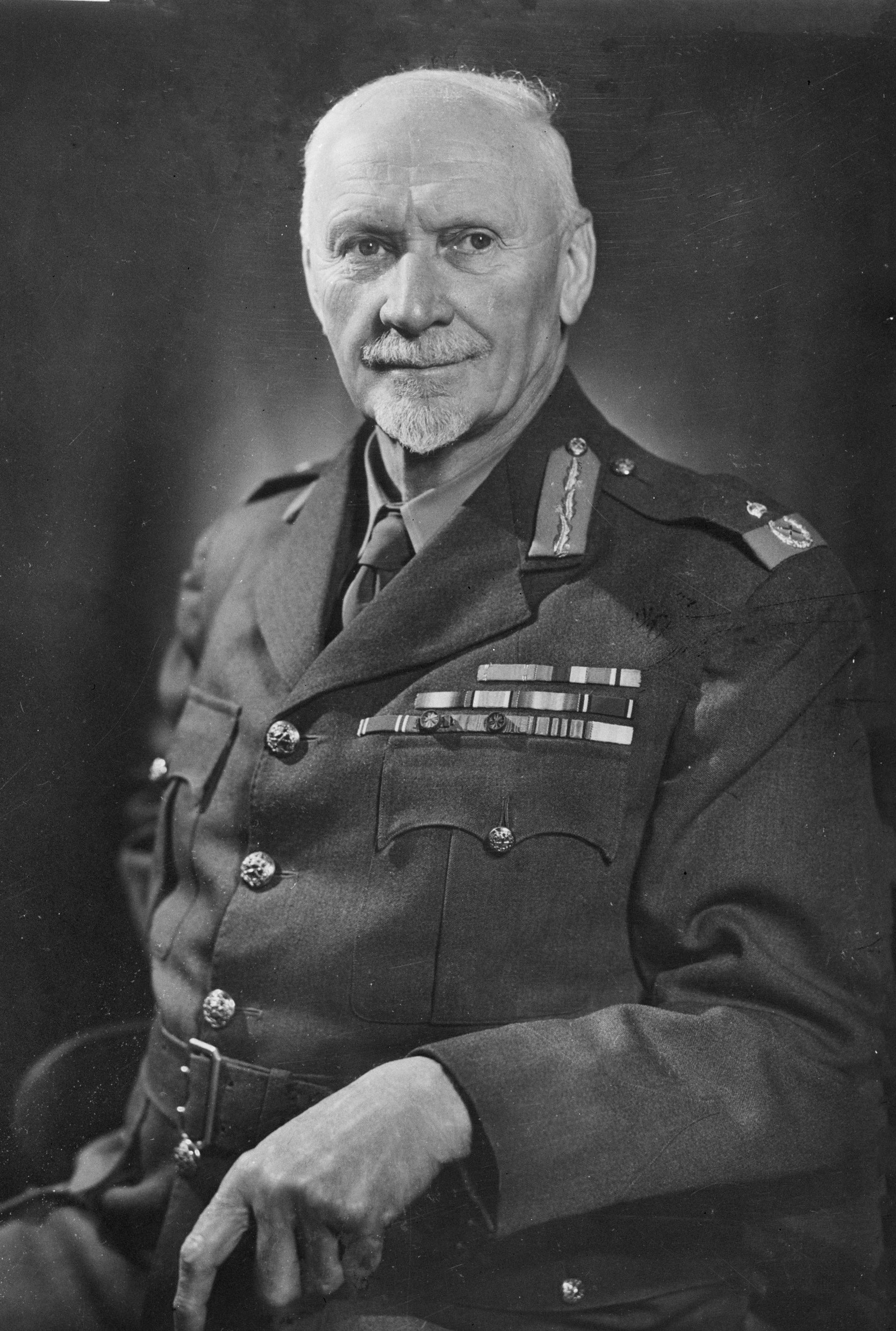
Generalul Jan Christian Smuts, negociator al Conferinței de Pace

La 31 martie 1919, fără a i se recunoaște Republicii Sovietice Ungare un statut diplomatic obișnuit, în ședința celor patru șefi de guverne s-a decis trimiterea în capitala ungară a unui emisar cu împuterniciri atât militare, cât și diplomatice. În cadrul acestei misiuni, aflată sub auspiciile Conferinței de Pace și desfășurată între 4 și 5 aprilie 1919, generalul Jan Christian Smuts a venit la Budapesta cu o propunere către regimul Béla Kun privind o nouă linie de demarcație, aflată 25 de km mai la est de cea stabilită în Memorandumul Vix. Districtele Salonta, Oradea și Satu-Mare ar fi urmat să fie teritorii tampon, scoase atât de sub autoritatea guvernului ungar, cât și libere de trupe române, iar forțele armate române ar fi urmat să rămână pe pozițiile pe care deja le ocupau. În schimbul aprobării noii linii demarcaționale, generalul a promis maghiarilor ridicarea blocadei, ajutoare materiale în ceea ce privește aprovizionarea și o atitudine binevoitoare în ceea ce privește reglementarea granițelor cu Cehoslovacia, Iugoslavia și România, precum și în ceea ce privește chestiunile economice.
Guvernul ungar, încurajat de o atitudine pe care o considera, de fapt, o slăbiciune, a respins noile propuneri și a formulat o contrapropunere ce a avut la bază termenii aceluiași Armistițiu de la Belgrad, ceea ce ar fi impus ca armatele române să se retragă pe linia de demarcație fixată la 13 noiembrie 1918. Suplimentar, trupelor franceze li s-a cerut să evacueze Aradul și Seghedinul. În aceste condiții, generalul Smuts a încetat convorbirile și a părăsit Budapesta.

### Eșecul tratativelor și declanșarea Ofensivei din Aprilie
În cadrul politic și militar existent, considerentele care au sprijinit atitudinea beligerantă au prevalat astfel, asupra unei politici conciliatorii.

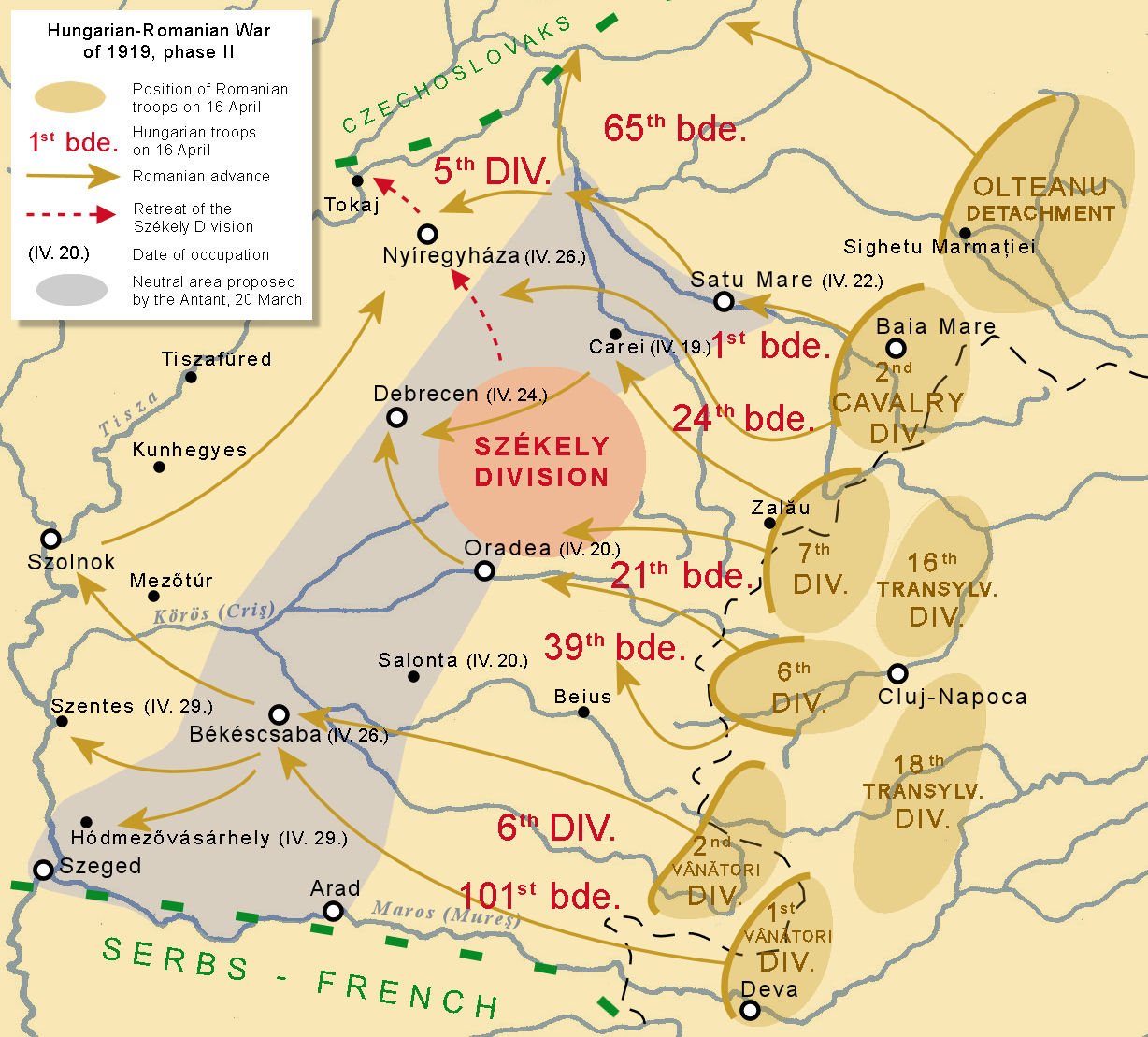
Ofensiva Armatei României din aprilie 1919 spre Tisa.

Misiunea generalului Jan Smuts a determinat în rândul românilor îngrijorare și nemulțumiri și a grăbit decizia statului român de a continua înaintarea trupelor, oprită la sfârșitul lunii ianuarie, spre vest. România, într-un context în care nu se împăcase cu separația teritoriilor transilvănene locuite de români, precum și cu politica lipsită de fermitate a Marilor Puteri față de Republica Sovietică Ungară, s-a convins de necesitatea unui nou efort militar pentru a pune capăt stării de fapt existente.
Este de menționat ca reper temporal în acest context că, încă din 24 februarie/9 martie 1919 direcția tehnică a Serviciului sanitar de pe lângă Marele Cartier General a luat în calcul adaptarea serviciilor medicale, la intensificarea luptelor care urmau să aibă loc să aibă pe viitoarea linie de front, situată la liziera vestică a Transilvaniei.
Surse franceze au informat la începutul lunii aprilie că România era amenințată de un posibil atac combinat ungaro-rus, căruia i s-ar fi putut alătura eventual Bulgaria, interesată de Dobrogea. La jumătatea aceleiași luni, trupele ucrainene ale Armatei Roșii au primit ordinul de a se concentrate dinspre Basarabia pe flancul drept, în așteptarea ordinului de atac prin Bucovina în sprijinul forțelor maghiare. Dorind să asigure atât succesul solicitărilor sale teritoriale prin maximalizarea gradului de ocupare militară, cât și să prevină o conexiune între republicile sovietice ungară și rusă, precum și răspândirea comunismului în bazinul dunărean, prin Consiliul de Miniștri de la 28 martie/10 aprilie 1919 din București, Regatul României a decis să declanșeze ostilitățile împotriva Republicii Sfaturilor mai înainte ca aceasta să declanșeze o acțiune ofensivă împotriva trupelor române. Atacarea trupelor maghiare aflate dincolo de linia de demarcație a fost decisă pentru data de 16 aprilie 1919.
După ce, în noaptea de 15 spre 16 aprilie, trupele române au fost ținta unui firav atac militar ungar, în zori, acestea au pornit, la rândul lor, o ofensivă viguroasă și au atacat trupele ungare dislocate pe linia de demarcație, le-au înfrânt și au atins, la 1 mai 1919, întreg malul stâng al Tisei. Acțiunii militare a forțelor române i s-a alăturat acțiunea politică a Consiliului Dirigent, care a luat în stăpânire Maramureșul și Crișana.
În plin război româno–ungar, la 13 iunie 1919, Conferința de Pace a stabilit granița consemnată ulterior de Tratatul de pace de la Trianon, dintre România și Ungaria.